# كأس العالم للأندية 2029
كأس العالم للأندية 2029 (بالإنجليزية: 2029 FIFA Club World Cup) هي النسخة الثانية والعشرون من بطولة كأس العالم للأندية، وهي مسابقة دولية لكرة القدم للأندية ينظمها الاتحاد الدولي لكرة القدم فيفا. ومن المقرر أن تقام البطولة في الفترة من يونيو ويوليو 2029 في قطر. ومن المخطط أن تكون الثانية ضمن صيغة موسعة تضم 32 فريقًا، بما في ذلك الفائزون بالبطولات القارية الأربع السابقة.

## الخلفية
منذ عودتها بطولة كأس العالم للأندية من التوقف في عام 2005، كانت بطولة كأس العالم للأندية تقام سنويًا في شهر ديسمبر وتقتصر على الفائزين في مسابقات الأندية القارية. في وقت مبكر من أواخر عام 2016، اقترح رئيس الفيفا جياني إنفانتينو توسيع كأس العالم للأندية إلى 32 فريقًا بدءًا من عام 2019 وإعادة جدولتها إلى يونيو/يوليو لتكون أكثر توازناً وأكثر جاذبية للمذيعين والجهات الراعية. في أواخر عام 2017 ناقش الفيفا مقترحات لتوسيع المنافسة إلى 24 فريقًا وإقامتها كل أربع سنوات بحلول عام 2021، لتحل محل بطولة كأس القارات.

## عملية تقديم العطاءات
| البلد المستضيف          | الملف | ملاحظات |
| ----------------------- | ----- | --- |
| أستراليا                | فردي  | (ربما مشترك مع نيوزيلندا) - بعد النجاح الكبير الذي حققته بطولة كأس العالم للسيدات 2023، صرح رئيس اتحاد كرة القدم الأسترالي، جيمس جونسون، أنه من أجل مواصلة الزخم بعد البطولة، ستقدم أستراليا عرضًا لاستضافة كأس آسيا للسيدات 2026 وكأس العالم للأندية 2029. |
| إسبانيا البرتغال المغرب | مشترك | بعد اجتماع في لشبونة بين الدول الثلاث، قال رئيس الجامعة الملكية لمغربية لكرة القدم فوزي لقجع، في مقابلة إن الدول الثلاث ستستضيف كأس العالم للأندية 2029 كحدث تحضيري لكأس العالم 2030 لكرة القدم. وكان المغرب قد أراد في الأصل استضافة الحدث بمفرده.        |

## الأندية المشاركة
تأهلت الأندية التالية للبطولة:
| الاتحادات القارية                               | عدد المقاعد      | طريقة التأهل                                                                     | تاريخ التأهل   | المشاركة               |
| ----------------------------------------------- | ---------------- | -------------------------------------------------------------------------------- | -------------- | ---------------------- |
| أوروبا (اثنا عشر مقعداً)                         | باريس سان جيرمان | بطل دوري أبطال أوروبا 2024–25                                                    | 31 مايو 2025   | الثانية (السابق: 2025) |
| أوروبا (اثنا عشر مقعداً)                         | يُحدد لاحقاً       | بطل دوري أبطال أوروبا 2025–26                                                    | 30 مايو 2026   |                        |
| أوروبا (اثنا عشر مقعداً)                         | يُحدد لاحقاً       | بطل دوري أبطال أوروبا 2026–27                                                    |                |                        |
| أوروبا (اثنا عشر مقعداً)                         | يُحدد لاحقاً       | بطل دوري أبطال أوروبا 2027–28                                                    |                |                        |
| أوروبا (اثنا عشر مقعداً)                         | يُحدد لاحقاً       | تصنيف الاتحاد الأوروبي لكرة القدم لأربع سنوات                                    |                |                        |
| أوروبا (اثنا عشر مقعداً)                         | يُحدد لاحقاً       | تصنيف الاتحاد الأوروبي لكرة القدم لأربع سنوات                                    | [ ملاحظة 1 ]   |                        |
| أوروبا (اثنا عشر مقعداً)                         | يُحدد لاحقاً       | تصنيف الاتحاد الأوروبي لكرة القدم لأربع سنوات                                    | [ ملاحظة 1 ]   |                        |
| أوروبا (اثنا عشر مقعداً)                         | يُحدد لاحقاً       | تصنيف الاتحاد الأوروبي لكرة القدم لأربع سنوات                                    | [ ملاحظة 1 ]   |                        |
| أوروبا (اثنا عشر مقعداً)                         | يُحدد لاحقاً       | تصنيف الاتحاد الأوروبي لكرة القدم لأربع سنوات                                    | [ ملاحظة 1 ]   |                        |
| أوروبا (اثنا عشر مقعداً)                         | يُحدد لاحقاً       | تصنيف الاتحاد الأوروبي لكرة القدم لأربع سنوات                                    |                |                        |
| أوروبا (اثنا عشر مقعداً)                         | يُحدد لاحقاً       | تصنيف الاتحاد الأوروبي لكرة القدم لأربع سنوات                                    |                |                        |
| أوروبا (اثنا عشر مقعداً)                         | يُحدد لاحقاً       | تصنيف الاتحاد الأوروبي لكرة القدم لأربع سنوات                                    |                |                        |
| أمريكا الجنوبية (ستة مقاعد)                     | يُحدد لاحقاً       | بطل كوبا ليبرتادوريس 2025                                                        | 30 نوفمبر 2025 |                        |
| أمريكا الجنوبية (ستة مقاعد)                     | يُحدد لاحقاً       | بطل كوبا ليبرتادوريس 2026                                                        |                |                        |
| أمريكا الجنوبية (ستة مقاعد)                     | يُحدد لاحقاً       | بطل كوبا ليبرتادوريس 2027                                                        |                |                        |
| أمريكا الجنوبية (ستة مقاعد)                     | يُحدد لاحقاً       | بطل كوبا ليبرتادوريس 2028                                                        |                |                        |
| أمريكا الجنوبية (ستة مقاعد)                     | يُحدد لاحقاً       | تصنيف اتحاد أمريكا الجنوبية لكرة القدم لأربع سنوات                               |                |                        |
| أمريكا الجنوبية (ستة مقاعد)                     | يُحدد لاحقاً       | تصنيف اتحاد أمريكا الجنوبية لكرة القدم لأربع سنوات                               |                |                        |
| إفريقيا (أربعة مقاعد)                           | بيراميدز         | بطل دوري أبطال إفريقيا 2024–25                                                   | 1 يونيو 2025   | الأولى                 |
| إفريقيا (أربعة مقاعد)                           | يُحدد لاحقاً       | بطل دوري أبطال إفريقيا 2025–26                                                   |                |                        |
| إفريقيا (أربعة مقاعد)                           | يُحدد لاحقاً       | بطل دوري أبطال إفريقيا 2026–27                                                   |                |                        |
| إفريقيا (أربعة مقاعد)                           | يُحدد لاحقاً       | بطل دوري أبطال إفريقيا 2027–28                                                   |                |                        |
| آسيا (أربعة مقاعد)                              | الأهلي           | بطل دوري أبطال آسيا للنخبة 2024–25                                               | 3 مايو 2025    | الأولى                 |
| آسيا (أربعة مقاعد)                              | يُحدد لاحقاً       | بطل دوري أبطال آسيا للنخبة 2025–26                                               |                |                        |
| آسيا (أربعة مقاعد)                              | يُحدد لاحقاً       | بطل دوري أبطال آسيا للنخبة 2026–27                                               |                |                        |
| آسيا (أربعة مقاعد)                              | يُحدد لاحقاً       | بطل دوري أبطال آسيا للنخبة 2027–28                                               |                |                        |
| أمريكا الشمالية والوسطى والكاريبي (أربعة مقاعد) | كروز آزول        | بطل دوري أبطال الكونكاكاف 2025                                                   | 2 يونيو 2025   | الثانية (السابق: 2014) |
| أمريكا الشمالية والوسطى والكاريبي (أربعة مقاعد) | يُحدد لاحقاً       | بطل دوري أبطال الكونكاكاف 2026                                                   |                |                        |
| أمريكا الشمالية والوسطى والكاريبي (أربعة مقاعد) | يُحدد لاحقاً       | بطل دوري أبطال الكونكاكاف 2027                                                   |                |                        |
| أمريكا الشمالية والوسطى والكاريبي (أربعة مقاعد) | يُحدد لاحقاً       | بطل كأس أبطال الكونكاكاف 2028                                                    |                |                        |
| أوقيانوسيا (مقعد واحد)                          | يُحدد لاحقاً       | أفضل الفائزين بدوري أبطال أوقيانوسيا حسب تصنيف أوقيانوسيا لكرة القدم لأربع سنوات |                |                        |
| بطل الدوري في الدولة المستضيفة (مقعد واحد)      | يُحدد لاحقاً       |                                                                                  |                |                        |

## روابط خارجية
1. 1 2 3 4